# Phalloptychus eigenmanni
Phalloptychus eigenmanni är en fiskart som beskrevs av Henn, 1916. Phalloptychus eigenmanni ingår i släktet Phalloptychus och familjen Poeciliidae. Inga underarter finns listade i Catalogue of Life.